# Jonathan Togo
Jonathan Frederick Togo (Rockland, Massachusetts, 1977. augusztus 25. –) amerikai színész.

## Élete
Jonathan Togo 1977. augusztus 25-én született. Édesapja Michael Togo, aki ukrán-zsidó származású, édesanyja Shelia Togo, aki ír-olasz felmenőkkel rendelkezik. Jonathan 1995-ben diplomázott a Rockland High Schoolban, majd tanulmányait a Vassar College-on folytatta. Több színdarabban is játszott, köztük az „Our County Good”-ban, amelyért elnyerte a Margaret Thatcher Kazan díjat. Számos TV-s szereplése volt, melyek közül a CSI: Miami helyszínelők) hozta meg számára a legnagyobb sikert, ahol Ryan Wolfe karakterét alakította.
A család vezetékneve eredetileg „Tonkaview” volt, de egyik felmenője lerövidítette Togo-ra, mert valami erősebb nevet szeretett volna szőnyegkereskedésének.

## Filmográfia
- Special Unit 2 (Rémvadászok) (2001–2002)
- Mystic River (Titokzatos folyó) (2003)
- Raccoon (2006)
- CSI:Miami (CSI: Miami helyszínelők) (2004–2012)

## Idézetek
„Nem boncolnék fel egy békát. Ez nagyon undorító… de most, hogy szembe kellett néznem vele, elképzelést nyújt, hogy milyen lehet valójában egy igazi holttestet felboncolni.”
„A zene egy hobbi számomra. Nagyon jól levezeti a feszültséget, de komolyan nem törekedtem rá”
„Az emberek mindig megmondják, hogy mi a helyes munka számodra, de amikor eljön, úgyis tudod, minden jel utalni fog rá!”
A Rémvadászok című sorozatról: „Nagyon sok barátom a sorozatból járt színházi iskolákba, ahol megtanultak mindent. Én a Rémvadászokban tanultam meg, hogy hogyan jegyezzek meg dolgokat, és, hogy hogyan játsszam el a különféle párbeszédeket.”
(Amikor elsőnek érkezett, a Miami CSI sorozatba, amikor „felváltotta” Tim Speedle karakterét) „Az új fickónak nehéz lenni egy bemutatón. Az olyan, mintha valaki más házába menne vacsoráért. Vagy olyan, mint egy csere-diák. Egy családnál vagy, a család része vagy, de nem igazán tartozol a családba.”